# JNファミリー
JNファミリー（ジェイエヌファミリー）は、かつて神奈川県相模原市中央区に所在したスーパー銭湯・ホテルである。

## 歴史
開業は1983年11月27日。当時の経営母体のパチンコ店「ジャパンニューアルファ」が相模原市に創業したことを機に、家族でも楽しめるようにとサウナ好きの会長の発案により「サウナ・ジャパンニューファミリー」の名称で開業した。当時は
スーパー銭湯の業態が一般的になる以前で、浴室・サウナやレストラン、仮眠室、ジムなどを備えた施設は画期的であった。1989年には、当初の3階建てから最上階に露天風呂を有する10階建てのホテル棟を増築し、「スパ・パラダイスJNファミリー」にリニューアル。近隣の家族連れのみならず、「サウナの聖地」として市外からも多くの利用者が訪れた。官公庁の集まる地区からも近く、ホテルはビジネス客にも利用された。2011年の東日本大震災の日はホテルは満室となったが、通路や階段を使い多くの帰宅困難者を受け入れた。
施設の老朽化に加え、近郊に同種の日帰り入浴施設が増え、新型コロナウイルス感染症対策としての休業要請が明けた後も客足が戻らないことから、今後改修に要する費用を用意する見通しが立たないとして閉館を決定。営業最終日となった2021年2月28日には大勢の利用客が詰めかけ、24時の閉館時刻を過ぎてもスタッフと挨拶を交わすなど別れを惜しんだ。

## 施設
JR横浜線相模原駅からさがみ夢大通りを徒歩7分ほど、国道16号との交差点近くにあった。
天然温泉ではないものの、人工温泉を導入。館内の特徴的な施設として、フィットネスジムや温水プール、バーを備え、夏には屋上ビアガーデンが営業していた。
厚木市に本社を置く株式会社リラフルによる運営で、同社は本館の他に湯花楽厚木店・秦野店、天然温泉白井の湯（千葉県白井市）の3か所の温浴施設を運営する。